# سیارک ۳۷۷۱
سیارک ۳۷۷۱ (به انگلیسی: 3771 Alexejtolstoj، نامگذاری:1974SB3) سه هزار و هفتصد و هفتاد و یکمین سیارک کشف شده‌است که در ۲۰ سپتامبر ۱۹۷۴ کشف شد.
قدر مطلق سیارک برابر ۱۴٫۲۰ است.